# Lewis Gilbert
Lewis Gilbert OBE (Londres, 6 de março de 1920 - Mónaco, 23 de fevereiro de 2018) foi um diretor, produtor e roteirista britânico.

## Biografia
Após uma carreira de ator infantil em filmes nas década de 1920 e década de 1930, ele então filmou documentários para a Força Aérea Real durante a Segunda Guerra. Gilbert fez fama na década de 50 com uma série de filmes de sucesso que ele dirigiu, e frequentemente dirigindo e produzindo também. Estes foram baseados em histórias reais da Segunda Guerra. Exemplos incluem Reach for the Sky (1956), Carve Her Name with Pride (1958) e Sink the Bismarck! (1960).
Em 1966 Gilbert dirigiu Como Conquistar as Mulheres estrelando Michael Caine. Gilbert disse que o filme só foi feito pelo baixo orçamento. O filme foi nominado em 5 Categorias do Prêmios da Academia incluindo melhor filme. Gilbert foi indicado ao Globo de Ouro como melhor diretor, tendo um filme um remake em 2004 com Jude Law.
Em 1967, Gilbert foi escolhido para dirigir um musical de Lionel Bart: Oliver! mas teve que sair no meio da produção e deixou Carol Reed terminar.
Apesar de ser conhecido por fazer dramas, Gilbert dirigiu três dos mais heroicos filmes e caros filmes da franquia James Bond. Depois de alguma relutância, ele foi convencido por Harry Saltzman e Albert R. Broccoli para dirigir Com 007 Só Se Vive Duas Vezes (de 1967). Gilbert retornou a série para fazer mais dois filmes, 007 - O Espião que me Amava (de 1977) e 007 contra o Foguete da Morte (de 1979). 
Na década de 80 ele voltou a fazer filmes de drama com versões de sucesso das peças de Willy Russell, como O Despertar de Rita (1983) e Shirley Valentine (1989).

## Diretor

### Filmes
- Sailors Do Care (1944)
- The Ten Year Plan (1945)
- Under One Roof (1946)
- Arctic Harvest (1946)
- The Little Ballerina (1948)
- Once a Sinner (1950)
- There Is Another Sun (1951)
- Scarlet Thread (1951)
- Cosh Boy (1952)
- Emergency Call (1952)
- Time Gentlemen Please! (1952)
- Johnny on the Run (1953)
- Albert R.N. (1953)
- The Good Die Young (1954)
- The Sea Shall Not Have Them (1954)
- Cast a Dark Shadow (1955)
- Reach for the Sky (filme) (1956)
- The Admirable Crichton (1957)
- Carve Her Name with Pride (1958)
- A Cry from the Streets (1958)
- Ferry to Hong Kong (1959)
- Light Up the Sky! (1960)
- Sink the Bismarck! (1960)
- The Greengage Summer (1961)
- H.M.S. Defiant (1962)
- The 7th Dawn (1964)
- Como Conquistar as Mulheres (1966)
- Com 007 Você Só Vive Duas Vezes (1967)
- The Adventurers (1970)
- Friends (1971)
- Paul and Michelle (1974)
- Operation Daybreak (1975)
- Seven Nights in Japan (1976)
- 007 - O Espião que me Amava (1977)
- 007 Contra o Foguete da Morte (1979)
- Educating Rita (1983)
- Not Quite Jerusalem (1986)
- Shirley Valentine (1989)
- Stepping Out (1991)
- Haunted (1995)
- Before You Go (2002)